# 22862 Жаніндевіс
22862 Жаніндевіс (22862 Janinedavis) — астероїд головного поясу, відкритий 9 вересня 1999 року.
Тіссеранів параметр щодо Юпітера — 3,604.